# Strobilanthes asper
Strobilanthes asper är en akantusväxtart som beskrevs av Robert Wight. Strobilanthes asper ingår i släktet Strobilanthes och familjen akantusväxter. Inga underarter finns listade i Catalogue of Life.